# José Ayala Lasso

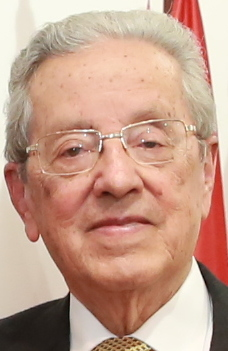
José Ayala Lasso

José Ayala Lasso, född 29 januari 1932 i Quito, är en ekvadoriansk diplomat. Han har varit ambassadör i FN, EG, Frankrike, Belgien, Luxemburg, Peru och Vatikanstaten och var Ecuadors utrikesminister 1977-1979 och 1997-1999. Han var högkommissarie för mänskliga rättigheter 1994-1997, och var den förste att inneha denna post.